# Gordon Griffith
Gordon S. Griffith (Chicago, 4 juli 1907 – Hollywood, 12 oktober 1958) was een Amerikaanse filmproducent en een van de eerste kindacteurs in de Amerikaanse filmindustrie. 
Tussen 1914 en 1936 verscheen Griffith in meer dan 60 films. Gedurende zijn carrière werkte hij met Charlie Chaplin en hij was de eerste acteur die Tom Sawyer en Tarzan in een film speelde. 

## Gedeeltelijke filmografie
- Little Billy's Triumph (1914)
- Little Billy's Strategy (1914)
- Little Billy's City Cousin (1914)
- Chicken Chaser (1914)
- Those Country Kids (1914)
- Tillie's Punctured Romance (1914)
- Kid Auto Races at Venice (1914)
- Little Sunset (1915)
- Billy's Cupidity (1915)
- If My Country Should Call (1916)
- Tarzan of the Apes (1918)
- The Romance of Tarzan (1918)
- Cupid Forecloses (1919)
- The Son of Tarzan (film) (1920)
- Huckleberry Finn (1920) (1920)
- The Adventures of Tarzan (1921)
- Penrod (1922)
- More to Be Pitied Than Scorned (1922)
- The Village Blacksmith (film) (1922)
- Little Annie Rooney (1925) (1925)
- The Cat's Pajamas (1926)
- Danger Ahead (1935)
- Bars of Hate (1935)
- Gun Play (1935)
- Speed Limited (1935)
- Blazing Justice (1936)
- Outlaws of the Range (1936)